# Magda Sonja
Magda Sonja (valódi neve: Venceslava Vesely, teljes: Venceslava Johanna Vesely; Hradistko, Ausztria-Magyarország (ma: Csehországban), 1886. május 23. – Los Angeles, 1974. augusztus 15.) osztrák színésznő. Friedrich Fehér filmrendező felesége. Fiuk Johannes Weiss (1922–1958) volt.

## Élete
Magda Sonja 20 éves korában kezdte színészi karrierjét a Wien Színházban. Később bécsi kabarékban lépett fel dizőzként. 1917-ben kezdett némafilmekben szerepelni. 1918-ban már a bécsi Sascha-Film némafilm sztárja lett - a Wiener Kunstfilm sztárja, Liane Haid mellett. Azokban az években, amelyekben évente több mint 100 filmmel a legtermékenyebbek voltak az osztrák filmtörténetben, ő volt a Sascha-Film legtöbbet foglalkoztatott színésznője. Olyan filmekben játszott mint A titkok titka (Das andere Ich, 1918), Um ein Weib (~Egy nő körül, 1918) és a Don Juan utolsó kalandja (Don Juans letztes Abenteuer, 1918).
Az 1920-as években olyan filmek főszerepeit játszotta mint a Vénusz (1922), Az Antikrisztus születése (1922) és a Szanin (Ssanin, 1924), így osztrák némafilm-díva lett. Játszott Lajthay Károly Drakula halála (1923) című filmjében is. Ezt követően néhány filmet készített Németországban férjével, Friedrich Fehérrel. Ezekben szerepelt fiuk is. Karrierje csúcspontját 1927-ben érte el a Mata Hari, a vörös táncos és a Stuart Mária című filmjei címszerepeiben.
1933-ban családjával előbb Nagy-Britanniába emigráltak, majd 1936-ban az Egyesült Államokban telepedtek le, ahol nem tudta folytatni némafilm korszakának sikereit. Egyes források szerint az egyre népszerűbb hangosfilm vetett véget karrierjének. Azonban az ő esetében inkább egyéb magánéleti vonatkozások játszhattak közre ebben. (Már csaknem 50 éves volt, és ha akcentussal beszélte az angolt, az tovább korlátozta a lehetséges filmszerepeit.)

## Filmszerepei
Némafilmek:
- 1917 – A diadalmas élet (Das schwindende Herz, osztrák rövidfilm, rendezte: Alfred Halm)
- 1917 – Az élet éjszakája (Die Liebe einer Blinden, osztrák rövidfilm)
- 1917 – Egy halott levele (Der Brief einer Toten, osztrák rövidfilm, rendezte: Fritz Freisler) ... Hohenau grófnő
- 1918 – Az asszonyért (Um ein Weib, osztrák némafilm, rendezte: Ernst Marischka, Hubert Marischka) ... Rita
- 1918 – A granadai éji szállás (Das Nachtlager von Mischli-Mischloch, német-osztrák vígjáték, rendezte: Fritz Freisler)
- 1918 – Der Stärkere (osztrák rövidfilm, rendezte: Conrad Wiene)
- 1918 – A titkok titka (Das andere Ich, osztrák fantasztikus film, sci-fi, rendezte: Fritz Freisler) ... Therese
- 1918 – Don Juan utolsó kalandja (Don Juans letztes Abenteuer, osztrák némafilm, rendezte: Karl Heiland)
- 1918 – A legjobb szerep (Ihre beste Rolle, osztrák némafilm, rendezte: H. K. Breslauer)
- 1919 – Die Spinne (osztrák filmdráma, rendezte: Conrad Wiene)
- 1919 – Hand des Schicksals (osztrák rövidfilm, rendezte: L. M. Zwingenburg)
- 1919 – Die Seele des Mörders (osztrák rövidfilm, rendezte: L. M. Zwingenburg)
- 1919 – Das Haupt der Medusa (osztrák rövidfilm, rendezte: Franz Höbling)
- 1920 – Die arge Nonne (osztrák rövidfilm, rendezte: Artur Holz) ... Frau des Architekten Nonne
- 1920 – Königin Draga (~Draga királynő, osztrák film, rendezte: Hans Otto mint Hans Otto Löwenstein) ... Draga királynő
- 1920 – Opfer des Fluches (osztrák rövidfilm, rendezte: L. M. Zwingenburg)
- 1920 – Der Fluch der Hexe (osztrák rövidfilm, rendezte: L. M. Zwingenburg)
- 1920 – Auto 1472 (osztrák rövidfilm, rendezte: Franz Höbling)
- 1921 – Drakula halála (magyar horrorfilm, rendezte: Lajthay Károly)
- 1921 – Alle Räder stehen still (osztrák film, rendezte: Franz Höbling) (fennmaradt)
- 1921 – Ilona, die Tragödie der Leidenschaft (osztrák rövidfilm, rendezte: Ernest Toegel)
- 1921 – Ihre Vergangenheit (osztrák rövidfilm, rendezte: Sidney M. Goldin)
- 1921 – Der Roman zweier Herzen (osztrák film, rendezte: Hans Homma)
- 1922 – Die Venus (osztrák film, rendezte: Hans Homma, Prosper Mérimée regényéből) ... Grófnő
- 1922 – Die Geburt des Antichrist (~Az Antikrisztus születése, osztrák film, rendezte: Friedrich Fehér)
- 1922 – Die Memoiren eines Mönchs (~Egy szerzetes emlékiratai; osztrák film, rendezte: Friedrich Fehér, Franz Grillparzer regényéből) ... Elga
- 1923 – Der Sohn des Galeerensträflings (német film, rendezte: Friedrich Fehér) ... A Nő
- 1924 – A meztelen asszony[7] (Die Kurtisane von Venedig, osztrák film, rendezte: Friedrich Fehér)
- 1924 – Szanin (Ssanin, osztrák-lengyel filmdráma, rendezte: Friedrich Fehér és Boris Nevolin, Mihail Petrovics Arcübasev azonos című regényéből) ... Lidija Szanina, Vladimir testvére
- 1926 – Das graue Haus (~A szürke ház, német filmdráma, rendezte: Friedrich Fehér) ... Maria
- 1927 – Verbotene Liebe (~Tiltott szerelem, német filmdráma, rendezte: Friedrich Fehér) ... Grófnő
- 1927 – Mata Hari (Mata Hari, die trote Tänzerin,[8] német filmdráma, rendezte: Friedrich Fehér) ... Mata Hari
- 1927 – Die Geliebte des Gouverneurs (német filmdráma, rendezte: Friedrich Fehér) ... Udvarhölgy / Komorna
- 1927 – Stuart Mária I-II. (Maria Stuart, két részes német filmdráma, rendezte: Friedrich Fehér és Leopold Jessner) ... Mária a skótok királynője
- 1927 – Draga Maschin[9] (német film, rendezte: Friedrich Fehér)
- 1928 – Sensations-Prozess (német film, rendezte: Friedrich Fehér, Max Brod színművéből) ... Klarissa
- 1929 – That Murder in Berlin (német bűnügyi filmdráma, rendezte: Friedrich Fehér)
- 1929 – Titokzatos szálloda (Hotelgeheimnisse, német bűnügyi filmdráma, rendezte: Friedrich Fehér) ... A hercegnő társalkodónője

Hangosfilmek:
- 1930 – Amikor a hegedűk zengenek (Kdyz struny lkají, csehszlovák filmdráma, rendezte: Friedrich Fehér, Lev Tolsztoj regényéből) ... Slávka, Michovský felesége
- 1931 – Az ő kis fia[10] (Ihr Junge, osztrák-csehszlovák-német filmdráma, rendezte: Friedrich Fehér, Lev Tolsztoj regényéből) ... Slava
- 1932 – Feltüzelt emberek (Gehetzte Menschen,[11] nemzetközi címe: Hunted Men, csehszlovák-német filmdráma, rendezte: Friedrich Fehér, Alfred Machard regényéből)
- 1937 – Zsiványszimfónia (The Robber Symphony, amerikai musical, rendezte: Friedrich Fehér) ... Giannino anyja